# Peter von Glasenapp
Peter von Glasenapp (* 1713; † 5. September 1787) war Landrat des Kreises Demmin-Treptow und vorpommerscher Landesdirektor.

## Leben
Peter von Glasenapp war der Sohn des Franz von Glasenapp, seit 1713 Erbherr auf Zarrenthin, und der Esther Dorothea von Podewils. Zusammen mit seinen Brüdern Joachim Ernst, Franz Christian und Felix schrieb er sich im September 1733 an der Universität Greifswald ein.
Nach einem Erbvergleich mit seinen fünf Brüdern erhielt er 1739 für 14.900 Taler die Belehnung mit Zarrenthin, Leussin und dem Vorwerk Klinkenberg. Zusammen mit seinem Bruder Carl Friedrich übernahm er 1750 das Gut Bentzin. Alle sechs Brüder erwarben 1746 die vier Landhufen des Maltzahnschen Besitzes in Kruckow von Hans Bernd von Maltzahn.
1743 wurde er als Nachfolger von Ernst Sigismund von Walsleben zum Landrat des vorpommerschen Kreises Demmin-Treptow ernannt. Wegen mehrerer Unglücksfälle auf seinen Gütern, die zu Verlusten von mehreren Tausend Talern führten, erhielt er von König Friedrich II. eine Entschädigung. 1763 wurde er Nachfolger des verstorbenen Landesdirektors Carl Friedrich von Sydow. Seinem Entlassungsgesuch wegen gesundheitlicher Probleme wurde 1766 stattgegeben. Nachdem sein Nachfolger Dietrich Christoph Gustav von Maltzahn 1771 aus dem Dienst ausgeschieden war, wurde Peter von Glasenapp nach seiner Genesung Anfang Dezember 1772 wieder in sein früheres Amt eingesetzt. Bald darauf wurde er ebenfalls wieder Landesdirektor. Der König tadelte ihn 1782, da er mit anderen Angehörigen seines Standes versucht haben soll, das pommersche Kreditwerk zu spalten.
1774 überließen er und sein Bruder Felix dem Generalmajor Karl Franz von Sobeck († 1779) die Güter Bentzin, Barkow und Kruckow, der mit Felix Tochter, Peters Nichte, Magdalena Charlotte Friederike (1744–1822) verheiratet war. Dieser überließ Peter von Glasenapp, der 1787 ohne eigene Nachkommen starb, testamentarisch Besitz und Nießbrauch der Güter Zarrenthin, Leussin und Klinkenberg. Zugleich wurde ihrem Sohn, dem Kammerherrn Peter Franz Heinrich Ernst von Sobeck, vom preußischen König die Lehnsanwartschaft an diesen und den weiteren Gütern Peters von Glasenapp verliehen.
Nach seinem Tode folgte ihm im Amt als vorpommerscher Landesdirektor Carl von Massow, der Landrat des Randowschen Kreises.